# انتخابات ریاست‌جمهوری ایالات متحده آمریکا (۱۸۳۲)
انتخابات ریاست جمهوری ایالات متحده آمریکا سال ۱۸۳۲ دوازدهمین انتخابات ریاست‌جمهوری ایالات متحده آمریکا بود که از روز جمعه، ۲ نوامبر تا تاریخ چهارشنبه، ۵ دسامبر ۱۸۳۲ برگزار شد. در این دوره از انتخابات ریاست جمهوری، اندرو جکسون از حزب دموکرات موفق شد هنری کلی از حزب جمهوری‌خواه ملی را شکست دهد و دومین دورهٔ چهارسالهٔ خود را بعنوان رئیس‌جمهور آمریکا بگذراند.